# NGC 6968
NGC 6968 (również PGC 65428) – galaktyka eliptyczna (E-S0), znajdująca się w gwiazdozbiorze Wodnika. Odkrył ją Édouard Jean-Marie Stephan 11 sierpnia 1883 roku.